# Holger Krawinkel

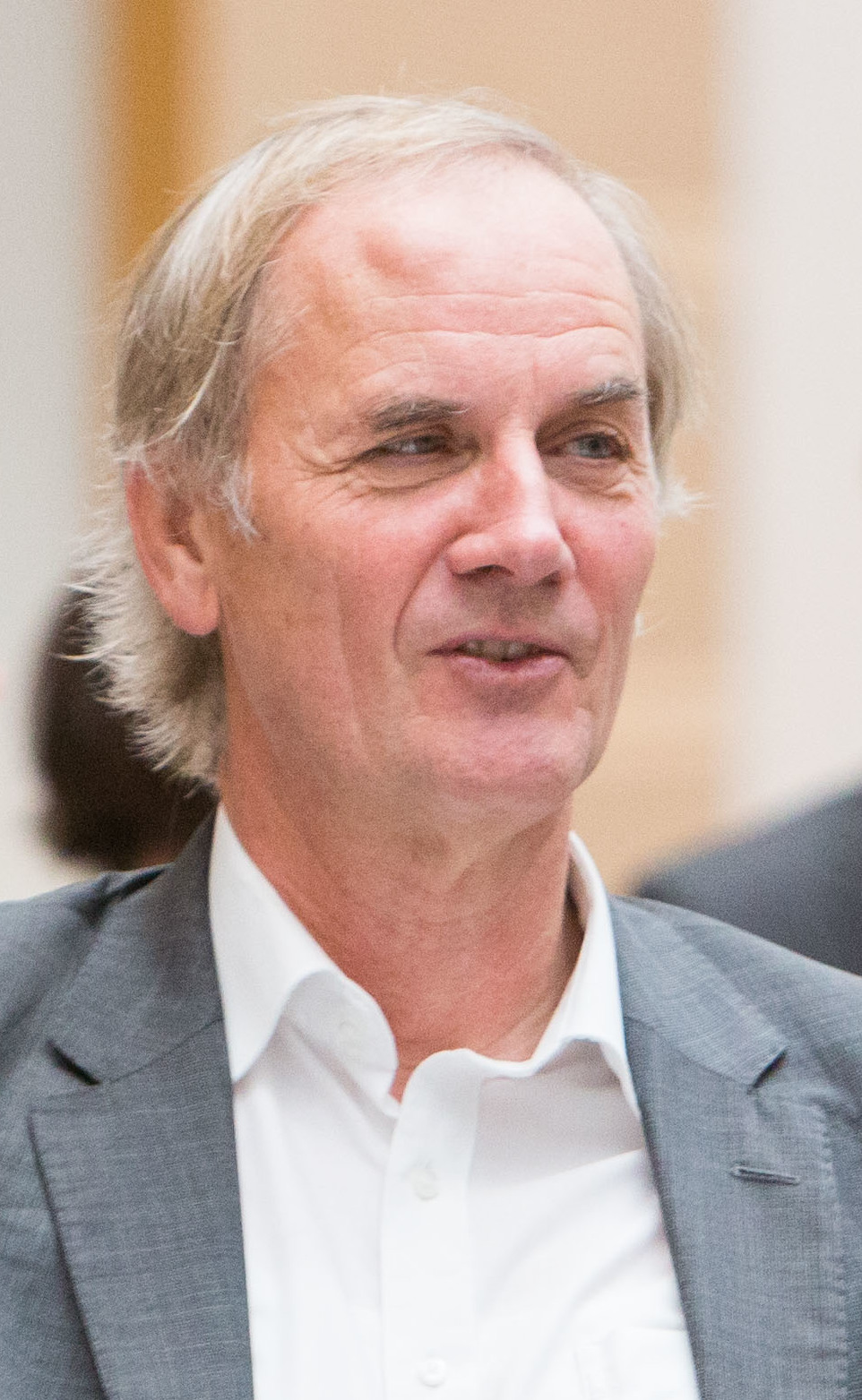
Holger Krawinkel, 2019

Holger Krawinkel (* 1956) ist ein deutscher Manager und ehemaliger Verbraucherschützer.

## Leben
Er studierte Geographie und Politikwissenschaft an der Universität Gießen und Raumplanung an der Universität Oldenburg. Das Studium beendete er als Diplomingenieur, anschließend promovierte er über das dänische Energieplanungssystem zum Dr. rer. pol. Danach war er als Referent im Energieministerium des Landes Schleswig-Holstein beschäftigt. 1994 wurde er Vorstand der Energiestiftung Schleswig-Holstein. Ab 2004 leitete er den Fachbereich Bauen, Energie, Umwelt beim Bundesverband der Verbraucherzentrale. In dieser Funktion nahm er an Tagungen im Bereich Energiepolitik teil.
Mitte Juli 2014 übernahm Krawinkel beim Mannheimer Energiekonzern MVV Energie die Aufgabe, eine neue Abteilung aufzubauen, die sich „schwerpunktmäßig um die Interessen und Bedürfnisse der Kunden des Energieversorgers kümmern“ soll.

## Positionen
Krawinkel befürwortet die Energiewende mit dem Umstieg auf Erneuerbare Energien, bemängelt jedoch deren Umsetzung. In der Vergangenheit kritisierte er vor allem den starken Ausbau der im Vergleich mit anderen Energieformen wie z. B. Windenergie an Land vergleichsweise teuren Photovoltaik; nach deren deutlicher Verbilligung infolge drastisch gefallener Modulpreise erstreckt sich seine Kritik aus Kostengründen vor allem auf Offshore-Windparks und Biogasanlagen. Als „Billigmacher“ der Energiewende sieht er Windparks an Land an, deren Ausbau er ausdrücklich befürwortet.
Ebenfalls sieht er insbesondere im Hinblick auf zuletzt durch die schwarz-gelbe Regierung deutlich ausgeweitete Ausnahmeregelungen für die Industrie ein Gerechtigkeitsproblem bei der Umsetzung der Energiewende. Zur Reduktion der Kosten schlägt er neben einem „klaren Schnitt“ bei den Industrieausnahmen eine Senkung der Stromsteuer vor.
Krawinkel beklagte zudem wiederholt mangelnden Wettbewerb im Energiesektor als Preistreiber. Bereits 2004, als die EEG-Umlage noch vernachlässigbar war, bezeichnete er die Monopolstellung der vier großen Energiekonzerne als Hauptursache für die hohen Preise auf dem deutschen Energiemarkt. 2012 äußerte er, dass der Wettbewerb im Stromsektor noch immer mangelhaft sei.

## Publikationen
- Für eine neue Energiepolitik. Was die Bundesrepublik Deutschland von Dänemark lernen kann, Frankfurt am Main 1991, ISBN 3-596-24131-6.
- Das dänische Energieplanungssystem und seine Übertragbarkeit auf bundesrepublikanische Verhältnisse. Institut Wohnen und Umwelt, Darmstadt 1987.
- Biomasse- und Windenergienutzung als Umwelt- und Entwicklungsstrategie für den ländlichen Raum. Integrierte Technologie- und Entwicklungspolitik in Dänemark. Institut Wohnen und Umwelt, Darmstadt 1987.
- Energiesparen im Rahmen der Dorferneuerung. Protokollband, 6. Sitzung Arbeitskreis Energieberatung, 3. August 1987. Institut Wohnen und Umwelt, Darmstadt 1988.
- Erneuerbare Energien – neue Chancen im Wettbewerb? In: Hartmut Kreß (Hrsg.): Menschenwürde, Medizin und Bioethik : heutige Fragen medizinischer und ökologischer Ethik. LIT, Münster 2000, S. 172–179.